# Wilhelm Wundt
Wilhelm Maximilian Wundt (16. srpna 1832 – 31. srpna 1920) byl německý lékař, fyziolog, psycholog, systematik a zakladatel vědecké psychologie. Byl 95. nejcitovanějším psychologem ve 20. století.
Byl ovlivněn středoevropskou duchovní atmosférou poloviny 19. století, která navazovala na století předchozí. Leibnizovo pojetí apercepce a Wolffova psychologie připravily půdu ke zvědečtění psychologie. Herbartovo zdůraznění významu matematiky pro psychologii, fyziologické práce J.E. Purkyně a J. Müllera, Weberova experimentace s počitky stejně jako mnohé Helmholtzovy vědecké příspěvky vedly k době, ve které Fechner mohl založit psychofyziku.
Byl to však Wundt v posledních desetiletích 19. století, který se stal hlavním představitelem nové experimentální psychologie s detailními, logickými, systematickými pohledy, aktivní laboratoří a mnoha žáky, kteří založili laboratoře další. Wundtův strukturalismus převzal vedoucí místo po Brentanově, Stumpfově a G.E. Müllerově psychologii, i když vliv uvedené trojice autorů pokračoval.
Historici se v datu vzniku psychologie jako samostatné vědy rozcházejí, jedni považují za stěžejní vydání Wundtova díla Základy fyziologické psychologie roku 1874 a druzí přejmenování Wundtovy lipské laboratoře na Psychologický institut roku 1879.